# Pic Pobeda
Pic Pobeda (rus: Победа, "Victòria") és una muntanya de la República Sakhà, Rússia. Amb 3,003 m (9,852 ft) és el pic més alt de la Serralada Txerski.
La muntanya es troba a uns 180 km al nord-est d'Ust-Nera.